# سوزان استرنج
سوزان استرنج (انگلیسی: Susan Strange; ۹ ژوئن ۱۹۲۳ – ۲۵ اکتبر ۱۹۹۸) اقتصاددان، استاد دانشگاه، کارشناس سیاسی، و روزنامه‌نگار اهل بریتانیا بود که «تقریباً به تنهایی خالق رشتهٔ اقتصاد سیاسی بین‌الملل» دانسته می‌شود. از آثار مشهور او می‌توان به «استرلینگ و سیاست بریتانیایی» (۱۹۷۱)، «سرمایه‌داری قماری» (۱۹۸۶)، «دولت‌ها و بازارها» (۱۹۸۸)، «عقب‌نشینی دولت» (۱۹۹۶) و «سرمایهٔ دیوانه» (۱۹۸۸) اشاره کرد.